# Vanna (piosenkarka)
Vanna, właśc. Ivana Ranilović-Vrdoljak (ur. 1 września 1970 w Koprivnicy) – chorwacka piosenkarka.

## Kariera muzyczna
Jako dziecko brała udział w wielu ogólnokrajowych festiwalach i konkursach muzycznych. W 1990 roku po raz pierwszy wystąpiła na festiwalu Zagrebfest w Zagrzebiu. W tym samym roku wyprowadziła się z domu rodzinnego, rozpoczęła studia w Zagrzebiu i dołączyła do zespołu muzycznego BOA. Niedługo później razem z producentem Ilanem Kabiljo założyła duet Ilan & Ivana, w którym występowała do wiosny 1991 roku.
W 1991 została chórzystką zespołu Electro Team grającego muzykę eurodance. Kilka miesięcy później została główną wokalistką grupy i współautorką większości jej piosenek, a także zaczęła występować pod pseudonimem Vanna. Z zespołem zyskała rozpoznawalność w kraju, wydała trzy płyty: Electro Team (1992), Second to None (1994) i Anno Domini 1996 (1996) i  wylansowała przeboje: „Tek je 12 sati”, „Da ti nisam bila dovoljna” i „Ja ti priznajem”.
W 1994 roku wydała solowy singiel „Sea of Love”. W 1997 roku premierę miała jej pierwszy solowy album pt. I to sam ja. W następnym roku odeszła z Electro Team, by w pełni skupić się na karierze solowej. Również w 1998 wydała album pt. Ispod istog neba, który dwa lata później doczekał się reedycji wzbogaconej o premierowy singiel „Daj mi jedan dobar razlog”. W 2000 roku z utworem „Kao rijeka” zajęła drugie miejsce w finale krajowych eliminacji do Eurowizji 2000. W tym samym roku wydała trzeci solowy album pt. 24 sata oraz singiel „2000 Years of Hope (Come with Me)”, który nagrała z okazji nowego milenium w duecie z Janezem Lotriciem przy akompaniamencie Orkiestry Symfonicznej Telewizji Chorwackiej.
W marcu 2001 roku z utworem „Strune ljubavi” zwyciężyła w programie Dora 2001, dzięki czemu została mianowana na reprezentantkę Chorwacji w 46. Konkursie Piosenki Eurowizji w Kopenhadze. 12 maja z anglojęzyczną wersją piosenki („Strings of My Heart”) zajęła 10. miejsce w finale Eurowizji 2001. Piosenką promowała swój pierwszy album koncertowy pt. U Lisinskom, na którym umieściła zapis dźwiękowy z koncertu na hali koncertowej Lisinski w Zegrzebiu.
W 2003 roku wydała czwarty solowy album pt. Hrabra kao prije, który promowała singlami: „Kao da me nema” i „Ne govori sve na glas”. W kolejnych latach wydała jeszcze dwie płyty: Ledeno doba (2007) i Sjaj (2010). W 2012 roku zaśpiewała w utworze „Za tvoje oči”, który znalazł się na albumie zespołu rockowego Neverne Bebe pt. Praštam.

## Życie prywatne
Jest żoną Andrija Vrdoljaka, syna reżysera filmowego Antuna Vrdoljaka. Mają dwójkę dzieci: Lukę (ur. w 1998) i Janę (ur. 2001). Mieszka w Zagrzebiu.

## Dyskografia
| Albumy studyjne Wydane z Electro Team Electro Team (1992) Second to None (1994) Anno Domini 1996 (1996) Solowe I to sam ja (1997) Ispod istog neba (1998) 24 sata (2000) Hrabra kao prije (2003) Ledeno doba (2007) Sjaj (2010) | - U Lisinskom (2001) |